# Bottle (framework)
Bottle est un microframework WSGI simple et léger pour le langage Python. Il est distribué en un seul fichier et n'a aucune dépendance à part la bibliothèque standard de Python. Le même module fonctionne avec Python 2.5+ et 3.x.
Il offre le routage de requêtes avec support pour paramètres d'URL, un système de Gabarit, une base de données clé-valeur, un serveur HTTP et des adapteurs (plugins) pour d'autres server WSGI et HTTP et des systèmes de gabarit.
Il est extrêmement léger mais permet de développer des applications web très rapidement

## Fonctionnalités
- Fichier unique qui fonctionne avec Python 2.5+ et 3.x
- Système de Gabarit intégré appelé "SimpleTemplate Engine"
- Plugins pour les bases de données les plus courantes[4]

## Exemple
Un programme Hello world :
```
from
 
bottle
 
import
 
route
,
 
run
,
 
template

@route
(
'/hello/<name>'
)

def
 
index
(
name
):

    
return
 
template
(
'<b>Hello {{name}}</b>!'
,
 
name
=
name
)

run
(
host
=
'localhost'
,
 
port
=
8080
)

```